# Třinec (nádraží)
Třinec (Trzyniec) je železniční stanice v severní části města Třinec v okrese Frýdek-Místek v Moravskoslezském kraji nedaleko řeky Olše v těsné blízkosti areálu Třineckých železáren. Leží na elektrizované trati Bohumín–Čadca a oficiálně nese český i polský název města. Dále se ve městě nacházejí ještě zastávky Třinec centrum a Třinec-Konská.

## Historie
První návrhy na vybudování trati, která by spojovala oblasti v Rakouském Slezsku s východními oblastmi monarchie, přišly koncem 50. let 19. století od Ludwiga Hoheneggera, ředitele Těšínské komory. Těšínská komora totiž vlastnila hutě jak v Třinci, tak v Liptově a Spiši, a dráha by zjednodušila a zlevnila dopravu surového železa z těchto hutí do Třince a také dopravu železné rudy z těchto oblastí. Vyrobené produkty by byly více konkurenceschopné proti železu produkovanému v pruských železárnách.

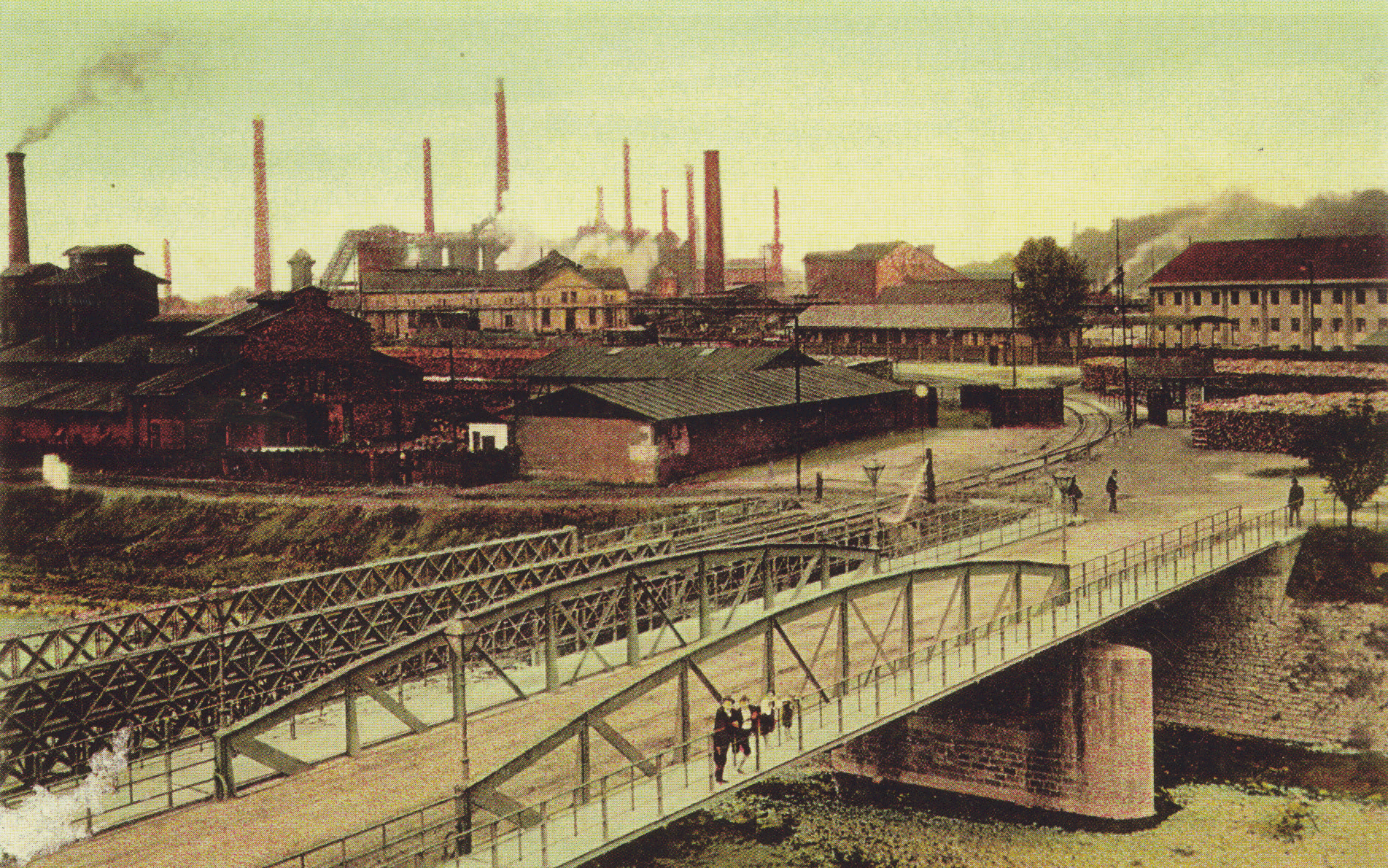
Třinecké železárny v roce 1910 a železniční vlečka přes Olši

Stanice byla vybudována jakožto součást projektu vzniklé společnosti Košicko-bohumínská dráha (KBD) spojující Bohumín a Košice, autorem podoby stanic pro celou dráhu byl architekt Anton Dachler. 1. prosince 1869 byl uveden do provozu úsek z Bohumína do Českého Těšína, pro nedostatek financí a pozastavení stavby byl pravidelný provoz na dokončené trati zahájen 8. ledna 1871. Těsná blízkost areálu Třineckých železáren přímo souvisí s primárním průmyslovým záměrem výstavby trati. Roku 1907 byla dokončena druhá kolej mezi Českým Těšínem a Jablunkovem, do Bohumína byla pak trať rozšířena v roce 1915. Roku 1921 provoz od KBD převzaly Československé státní dráhy, společnost včetně třinecké stanice však zůstala v soukromých rukou až do roku 1945.
Z důvodu nutnosti zvýšení přepravní kapacity stanice proběhla koncem 50. let 20. století kompletní přestavba budov i kolejiště třinecké stanice. Namísto starého nádraží byla roku 1957 otevřena nová výpravní budova ovlivněná bruselským stylem podle návrhu architekta Josefa Dandy s typickou věžovitou nástavbou, použitou později například při projektu nového chebského nádraží (1962). Součástí interiéru byly též vyzdívané balkóny. Elektrická trakční soustava sem byla dovedena v červnu roku 1964 v rámci posílení infrastruktury socialistického Československa pro těžký průmysl v protnutých regionech i jakožto hlavního spojení hlavního města a východu ČSR.
Roku 2016 byla dokončena přestavba, rekonstrukce a modernizace budovy a areálu nádraží. Věžovitá přístavba s nepotřebnými kancelářskými prostory byla zbourána a nahrazena proskleným otevřeným terminálem.

## Názvy stanice[3]
- 1871–1921 Trzynietz
- 1921–1938 Třinec
- 1938–1939 Trzyniec
- 1939–1945 Trzynietz
- 1945–2012 Třinec
- 2012–dosud Třinec (Trzyniec)

## Popis
Nachází se zde jedno hranové nástupiště u staniční budovy s přístřeškem a dvě krytá ostrovní nástupiště s nadchody a elektronickým informačním systémem. Podchod umožňuje podejít kolejiště na západní stranu od nádraží. Proběhla rekonstrukce stanice a úpravy parametrů nádraží na koridorovou stanici, od roku 2016 probíhá úprava železničního úseku z Bohumína ke slovenské hranici pro traťovou rychlost až 160 km/h. Kolejiště stanice je větveně propojeno s areálem Třineckých železáren.

## Provoz osobní dopravy
Vlaky ČD a zastávka jsou součástí ODIS. Ve stanici zastavují převážně jen osobní vlaky linky S2 Mosty u Jablunkova – Bohumín – Ostrava-Svinov a spěšné vlaky linky R61 Návsí – Havířov – Opava východ. Z dálkových vlaků zde zastavuje pouze 1 okrajový pár vlaků IC Návsí – Praha hlavní nádraží, všechny ostatní zastavují pouze na zastávce Třinec centrum.